# بیگ اف‌ام
بیگ اف‌ام (انگلیسی: 92.7 Big FM) شرکت رسانه‌ای هندی است، که در سال ۲۰۰۶ تأسیس شد.